# Dušilec poka
Dušilec poka je dodatek strelnemu orožju, ki zmanjša pok in po navadi tudi blisk iz cevi ob strelu. Dušilci poka večinoma delujejo na principu počasnega kontroliranega raztezanja smodniških plinov, kar zniža jakost poka in zvok predrugači tako, da ni slišati kot strel. 
Prvi patenti za dušilce orožja so se pojavili že na začetku 20. stoletja, vzporedno z njimi pa so se razvili prvi glušniki za motorje z notranjim izgorevanjem, ki delujejo na podobnem principu. Dušilci poka so bolj razširjeni postali šele pred II. svetovno vojno, ko so jih množično uporabljali tajni agenti in saboterji. Danes se orožja z dušilci poka največ uporabljajo v specialnih silah, ponekod pa je dovoljena uporaba tudi za lov in športno strelstvo, predvsem v primeru, kjer je pok moteč. V večini držav pa sta njihova posest in uporaba strogo regulirani, marsikje pa so prepovedani.